# Твърда игра
„Твърда игра“ (на английски: Hardball) е американско-германски филм от 2001 година.

## Актьорски състав
| Актьор         | Роля           |
| -------------- | -------------- |
| Киану Рийвс    | Конър О'Нийл   |
| Даян Лейн      | Елизабет Уилкс |
| Д. Б. Суини    | Мат Хайланд    |
| Джон Хоукс     | Тики Тобин     |
| Брайън Хърн    | Андре          |
| Майкъл Джордан | Джамал         |
| Сами Соса      | себе си        |

## Награди и номинации
За ролите си в „Твърда игра“ и „Месец любов“ Киану Рийвс е номиниран за Златна малинка за най-лош актьор.